# André Caron
Pour l’article homonyme, voir Caron.
André Caron Jonquière, (18 décembre 1944 - Chicoutimi, 10 janvier 1997) fut un conseiller en orientation et homme politique fédéral du Québec.

## Biographie
Né à Jonquière dans la région du Saguenay–Lac-Saint-Jean, M. Caron étudia à l'Université Laval et à l'Université du Québec à Chicoutimi dans les domaines de l'orientation, de l'éducation et de la théologie.
Élu député du Bloc québécois dans la circonscription fédérale de Jonquière en 1993, il mourut en fonction des suites d'un cancer en 1997.
Durant son passage à la Chambre des communes, il fut porte-parole adjoint du Bloc québécois en matière d'Affaires indiennes et de Nord Canadien de 1994 à 1995 et porte-parole en matière de Transport de 1996 à 1997.
Il fut atteint d'un cancer alors qu'il était toujours en fonction, à l'âge de seulement 54 ans. Il dit ses dernières paroles à l'hôpital de Chicoutimi, laissant en deuil deux fils, Jean-François Caron et Louis-Philippe Caron, ainsi que sa magnifique épouse Marie Lévesque. 